# Southampton Dock
The Fletcher Memorial Home The Final Cut
Southampton Dock est une chanson du groupe de rock progressif britannique Pink Floyd. C'est le dixième titre de l'album The Final Cut, paru en 1983. Elle a été souvent interprétée en concert par Roger Waters avec Get Your Filthy Hands Off My Desert, apparaissant notamment sur le DVD du spectacle In the Flesh: Live.

## Personnel
- Roger Waters : chant, guitare acoustique et guitare basse
- Michael Kamen : piano et orchestration
- National Philharmonic Orchestra : cuivres et instruments à cordes